# Aurealis Award
Der Aurealis Award for Excellence in Speculative Fiction ist ein jährlich vergebener Literaturpreis für australische Science-Fiction-, Fantasy- und Horrorliteratur. Der Preis wird seit 1996 und ausschließlich an Australier verliehen.

## Entstehung und Organisation
1996 wurde der Aurealis Award vom Verlag des „Aurealis“-Magazines, Chimaera Publications, zum ersten Mal verliehen. Er soll die beiden anderen wichtigen Phantastik-Preise Australiens, den Ditmar Award und den Australian Children's Book Council Award, ergänzen. Anders als bei diesen Literaturpreisen findet beim Aurealis Award eine Unterscheidung nach Genres und Leseralter statt. Zudem werden die Gewinner von einer Gruppe von mindestens drei Juroren ermittelt, die jeweils für eine Kategorie verantwortlich sind.
Seit 2004 hat Fantastic Queensland die Verwaltung der Aurealis Awards übernommen. Fantastic Queensland ist eine Non-Profit-Organisation, die sich für australische Phantastik einsetzt.

### Juroren
Eine unabhängige Gruppe, mindestens bestehend aus drei Juroren (inklusive eines Vorsitzenden) je Kategorie, wählt die Finalisten und Gewinner des Aurealis Awards. Die Juroren sind Freiwillige aus verschiedenen Berufszweigen, die aber alle mit der Produktion von Phantastik-Literatur verbunden sind, z. B. aus Verlagen, Buchhandlungen, Bibliotheken. Schriftsteller, Akademiker und Buchliebhaber können auch als Juroren fungieren.
Sollten die Juroren zu keiner Entscheidung kommen, greift der Koordinator ein.

## Entwicklung der Kategorien
Ursprünglich wurde jeweils ein Preis für die beste Kurzgeschichte und den besten Roman in den Kategorien Science Fiction, Fantasy, Horror sowie Young Adult vergeben.
2001 wurde eine neue Kategorie für Kinderbücher eingeführt. Während die Kategorie Young Adult auf eine Leserschaft im Alter zwischen 12 und 16 Jahren zielt, werden die Preise in der Children’s-Kategorie an Werke verliehen, die für Kinder zwischen 8 und 12 Jahren geeignet sind. Anzumerken ist, dass es in diesen beiden Kategorien nicht zwischen den Subgenres der Phantastik unterschieden wird.

2002 wurde der Peter McNamara Conveners’ Award for Excellence, benannt nach dem früheren Vorsitzenden Peter McNamera, zum ersten Mal verliehen. Er kann von den Vorsitzenden der einzelnen Jurorengruppen für besondere Leistungen um die Phantastik (oder verwandte Bereiche) vergeben werden, entweder für eine einmalige Leistung oder für das gesamte Lebenswerk eines Autors. Möglich ist die Vergabe beispielsweise für einen Sachtext, eine Sammlung oder Anthologie, eine spezielle Veranstaltung, einen Workshop oder ein Computerspiel, insofern dadurch der Phantastik-Literatur Australiens Ehre und/oder Aufmerksamkeit zuteilwird.

Zudem wird noch der Golden Aurealis, nach Abstimmung aller Vorsitzenden, an einen der Gewinner der anderen Kategorien verliehen.

### Aktuelle Kategorien
Momentan werden Awards in den Hauptkategorien Science Fiction, Fantasy, Horror, Young Adult und Children's vergeben. Ausgezeichnet wird jeweils eine Kurzgeschichte, bzw. ein kürzeres Werk und ein Roman. Weiterhin gibt es Preise für die beste Anthologie bzw. Sammlung von Werken eines Autors und für das beste illustrierte Buch bzw. die beste Graphic Novel.
Weiterhin werden der Golden Aurealis und der Peter McNamara Convenors' Award for Excellence verliehen.

## Preisträger
Garth Nix führt die Reihe der Aurealis-Award-Gewinner mit 12 gewonnenen Auszeichnungen an. Mit 9 gewonnenen Preisen folgen Sean Williams und Margo Lanagan.

### Science-Fiction
Liste mit Nominierten und Jury unter Aurealis Award/Science Fiction
Roman (Novel)
- 2019 Jay Kristoff Lifel1k3
- 2018 Jane Rawson: From the Wreck
- 2017 Amie Kaufman & Jay Kristoff: Gemima: Illuminae Files 2
- 2016 Amie Kaufman & Jay Kristoff: Illuminae
- 2015 Marianne de Pierres: Peacemaker
- 2014 Max Barry: Lexicon
- 2013 Daniel O’Malley: The Rook
- 2012 Kim Westwood: The Courier's New Bicycle
- 2011 Marianne de Pierres: Transformation Space
- 2010 Andrew McGahan: Wonders of a Godless World
- 2009 K. A. Bedford: Time Machines Repaired While-U-Wait
- 2008 David Kowalski: The Company of the Dead
- 2007 Damien Broderick: K-Machines
- 2006 K. A. Bedford: Eclipse
- 2005 Maxine McArthur: Less Than Human
- 2004 Jonathan Blum & Kate Orman: Fallen Gods
- 2003 Damien Broderick: Transcension
- 2002 Sean Williams & Shane Dix: The Dark Imbalance
- 2001 Sean McMullen: The Miocene Arrow
- 2000 Greg Egan: Teranesia (Auszeichnung abgelehnt)
- 1999 Sean McMullen: The Centurion's Empire
- 1998 Damien Broderick: The White Abacus
- 1997 Sean Williams: Metal Fatigue
- 1996 Greg Egan: Distress

Kurzroman (Novella)
- 2019 Stephanie Gunn: Icefall
- 2018 Tansy Rayner Roberts: Girl Reporter
- 2017 Nick T. Chan: Salto Mortal
- 2016 Garth Nix: By Frogsled and Lizardback to Outcast Venusian Lepers

Kurzgeschichte (Short Story)
- 2019 Jen White: The Astronaut
- 2018 Garth Nix: Conversations with an Armoury
- 2017 Samantha Murray: Of Sight, of Mind, of Heart
- 2016 Sean Williams: All the Wrong Places
- 2015 Thoraiya Dyer: Wine, Women and Stars
- 2014 Kaaron Warren: Air, Water and the Grove
- 2013 Margo Lanagan: Significant Dust
- 2012 Robert N. Stephenson: Rains of la Strange
- 2011 K. J. Bishop: The Heart of a Mouse
- 2010 Peter M. Ball: Clockwork, Patchwork and Ravens
- 2009 Simon Brown: The Empire
- 2008 Cat Sparks: Hollywood Roadkill
- 2007 Sean Williams: The Seventh Letter
- 2006 Trent Jamieson: Slow and Ache
- 2005 Brendan Duffy: Come to Daddy
- 2004 Brendan Duffy: Louder Echo
- 2003 Sean McMullen: Walk to the Full Moon
- 2002 Adam Browne: The Weatherboard Spaceship
- 2001 Damien Broderick: Infinite Monkey
- 2000 Chris Lawson: Written in Blood
- 1999 David J. Lake: The Truth About Weena
- 1998 Janeen Webb & Jack Dann: Niagara Falling
- 1997 Leanne Frahm: Borderline
- 1996 Greg Egan: Luminous

### Fantasy
Roman (Novel)
- 2019 Sam Hawke: City of Lies
- 2018 Jay Kristoff: Godsgrave
- 2017 Jay Kristoff: Nevernight
- 2016 Trent Jamieson: Day Boy
- 2015 Juliet Marillier: Dreamer's Pool
- 2014 Mitchell Hogan: A Crucible of Souls
- 2013 Margo Lanagan: Sea Hearts
- 2012 Pamela Freeman: Ember and Ash
- 2011 Tansy Rayner Roberts: Power and Majesty
- 2010 Trudi Canavan: The Magician's Apprentice
- 2009 Alison Goodman: The Two Pearls of Wisdom
- 2008 Lian Hearn: Heaven's Net Is Wide
- 2007 Juliet Marillier: Wildwood Dancing
- 2006 Juliet Marillier: Blade of Fortriu
- 2005 Sean Williams: The Crooked Letter
- 2004 Garth Nix: Abhorsen
- 2003 Sean Williams: The Storm Weaver and the Sand
- 2002 Sara Douglass: The Wounded Hawk
- 2001 Juliet Marillier: Son of the Shadows
- 2000 Jane Routley: Aramaya
- 1999 Dave Luckett: A Dark Winter / Jane Routley: Fire Angels
- 1998 Kim Wilkins: The Infernal
- 1997 Sara Douglass: Enchanter and Starman: The Axis Trilogy / Jack Dann: The Memory Cathedral
- 1996 Garth Nix: Sabriel

Kurzroman (Novella)
- 2019 Garth Nix: The Staff in the Stone
- 2018 Devin Madson: In Shadows We Fall
- 2017 Andrea K. Höst: Forfeit
- 2016 Jason Fischer: Defy the Grey Kings

Kurzgeschichte (Short Story)
- 2019 J. Ashley Smith: The Further Shore
- 2018 Tansy Rayner Roberts: The Curse Is Come Upon Me, Cried
- 2017 Thoraiya Dyer: Where the Pelican Builds Her Nest
- 2016 Rowena Cory Daniells: The Giant's Lady
- 2015 Angela Slatter: St Dymphna's School for Poison Girls
- 2014 Jay Kristoff: The Last Stormdancer
- 2013 Margo Lanagan: Bajazzle
- 2012 Thoraiya Dyer: Fruit of the Pipal Tree
- 2011 L. L. Hannett & Angela Slatter: The February Dragon / Thoraiya Dyer: Yowie
- 2010 Ian McHugh: On a Sunday, Once a Month / Christopher Green: Father's Kill
- 2009 Cat Sparks: Sammarynda Deep
- 2008 Garth Nix: Sir Hereward and Mister Fitz Go to War Again
- 2007 Margo Lanagan: A Fine Magic
- 2006 Rosaleen Love: Once Giants Roamed the Earth / Richard Harland: The Greater Death of Saito Saku
- 2005 Louise Katz: Weavers of Twilight / Richard Harland: Catabolic Magic
- 2004 Lucy Sussex: La Sentinelle
- 2003 [nicht vergeben]
- 2002 Sue Isle: The Woman of Endor
- 2001 Geoffrey Maloney: The World According to Kipling (A Plain Tale from the Hills)
- 2000 Trudi Canavan: Whispers of the Mist Children
- 1999 Stephen Dedman: A Walk-On Part in the War
- 1998 Lucy Sussex: Merlusine
- 1997 Russell Blackford: The Sword of God
- 1996 Karen Attard: Harvest Bay

### Horror
Roman (Novel)
- 2019 Kaaron Warren: Tide of Stone
- 2018 Lois Murphy: Soon
- 2017 Kaaron Warren: The Grief Hole
- 2016 Trent Jamieson: Day Boy
- 2015 Justine Larbalestier: Razorhurst
- 2014 Allyse Near: Fairytales for Wilde Girls
- 2013 Kirstyn McDermott: Perfections
- 2011 Kirstyn McDermott: Madigan Mine
- 2010 Honey Brown: Red Queen
- 2009 John Harwood: The Séance
- 2008 Susan Parisi: Blood of Dreams
- 2007 Will Elliott: The Pilo Family Circus / Edwina Grey: Prismatic
- 2005 Richard Harland: The Black Crusade
- 2004 Victor Kelleher: Born of the Sea
- 2003 A. L. McCann: The White Body of Evening
- 2002 Kim Wilkins: Angel of Ruin
- 2001 Kim Wilkins: The Resurrectionists
- 2000 Christine Harris: Foreign Devils
- 1999 [nicht vergeben]
- 1998 Kim Wilkins: The Infernal
- 1997 [nicht vergeben]
- 1996 Terry Dowling: An Intimate Knowledge of the Night

Kurzroman (Novella)
- 2019 Kaaron Warren: Crisis Apparition
- 2018 Chris Mason: The Stairwell
- 2017 Kirstyn McDermott: Burnt Sugar
- 2016 Deborah Kalin: The Miseducation of Mara Lys

Kurzgeschichte (Short Story)
- 2019 Alfie Simpson: Sub-Urban
- 2018 J. Ashley Smith: Old Growth
- 2017 T. R. Napper: Flame Trees
- 2016 Joanne Anderton: Bullets
- 2015 Angela Slatter: Home and Hearth
- 2014 Kim Wilkins: The Year of Ancient Ghosts
- 2013 Kaaron Warren: Sky
- 2012 Lisa L. Hannett: The Short Go: a Future in Eight Seconds / Paul Haines: The Past is a Bridge Best Left Burnt
- 2011 Richard Harland: The Fear
- 2010 Paul Haines: Slices of Life -- A Spot of Liver / Paul Haines: Wives
- 2009 Kirstyn McDermott: Painlessness
- 2008 Anna Tambour: The Jeweller of Second-Hand Roe
- 2007 Stephen Dedman: Dead of Winter
- 2006 Lee Battersby: Paterfamilias
- 2005 Paul Haines: The Last Days of Kali Yuga
- 2004 Simon Brown: Love is a Stone
- 2003 Kim Westwood: Oracle
- 2002 Simon Haynes: Sleight of Hand
- 2001 Deborah Biancotti: The First and Final Game
- 2000 Sean Williams & Simon Brown: Atrax
- 1999 Kaaron Warren: A Positive
- 1998 Terry Dowling: Jenny Come to Play
- 1997 Sean Williams: Passing the Bone
- 1996 Francis Payne: Olympia

### Anthologie
- 2019 Jonathan Strahan: The Best Science Fiction & Fantasy of the Year Volume Twelve
- 2018 Jonathan Strahan (Hrsg.): Infinity Wars
- 2017 Julia Rios & Alisa Krasnostein (Hrsg.): Year's Best YA Speculative Fiction 2015
- 2016 Amanda Pillar (Hrsg.): Bloodlines
- 2015 Alisa Krasnostein & Julia Rios (Hrsg.): Kaleidoscope: Diverse YA Science Fiction and Fantasy Stories
- 2014 Liz Grzyb & Talie Helene (Hrsg.): The Year’s Best Australian Fantasy and Horror 2012 / Tehani Wessely (Hrsg.): One Small Step: An Anthology of Discoveries
- 2013 Jonathan Strahan (Hrsg.): The Best Science Fiction and Fantasy of the Year Volume Six
- 2012 Jack Dann & Nick Gevers (Hrsg.): Ghosts by Gaslight
- 2011 Jonathan Strahan & Marianne S. Jablon (Hrsg.): Wings of Fire
- 2010 Jonathan Strahan (Hrsg.): Eclipse Three
- 2009 Jonathan Strahan (Hrsg.): The Starry Rift

### Sammlung (Collection)
- 2019 Shaun Tan: Tales from the Inner City
- 2018 Kate Forsyth & Kim Wilkins: The Silver Well
- 2017 Angela Slatter: Winter Children
- 2016 Garth Nix: To Hold the Bridge
- 2015 Lisa L. Hannett & Angela Slatter: The Female Factory
- 2014 Joanne Anderton: The Bone Chime Song and Other Stories
- 2013 K. J. Bishop: That Book Your Mad Ancestor Wrote
- 2012 Lisa L. Hannett: Bluegrass Symphony
- 2011 Angela Slatter: The Girl with No Hands
- 2010 Greg Egan: Oceanic
- 2009 Sean Williams & Russell B. Farr: Magic Dirt: The Best of Sean Williams

### Graphisches Werk (Illustrated Book / Graphic Novel)
- 2019 Shaun Tan: Cicada
- 2018 Justin Randall: Changing Ways: Book 3
- 2017 Ryan K. Lindsay: Negative Space
- 2016 Shaun Tan: The Singing Bones
- 2015 Tim Molloy: Mr Unpronounceable and the Sect of the Bleeding Eye
- 2014 Jackie Ryan: Burger Force / Tom Taylor & James Brouwer: The Deep Vol. 2: The Vanishing Island
- 2013 Pat Grant: Blue
- 2012 Tom Taylor & James Brouwer: The Deep: Here Be Dragons / Mirranda Burton: Hidden
- 2011 Justin Randall: Changing Ways Book 1
- 2010 Nathan Jurevicius: Scarygirl
- 2009 Shaun Tan: Tales from Outer Suburbia

### Jugendbuch (Young Adult)
Roman
- 2019 Ambelin Kwaymullina & Ezekiel Kwaymullina: Catching Teller Crow
- 2018 Cally Black: In the Dark Spaces
- 2017 Alison Goodman: Lady Helen and the Dark Days Pact
- 2016 Kathryn Barker: In the Skin of a Monster
- 2015 Jaclyn Moriarty: The Cracks in the Kingdom
- 2014 Amie Kaufman & Meagan Spooner: These Broken Stars / Allyse Near: Fairytales for Wilde Girls
- 2013 Kaz Delaney: Actually, Dead / Margo Lanagan: Sea Hearts
- 2012 Penni Russon: Only Ever Always
- 2011 Karen Healey: Guardian of the Dead
- 2010 Scott Westerfeld: Leviathan
- 2009 Melina Marchetta: Finnikin of the Rock
- 2008 Anthony Eaton: Skyfall
- 2007 D. M. Cornish: Monster Blood Tattoo: Book One: Foundling
- 2006 Isobelle Carmody: Alyzon Whitestarr
- 2005 Scott Westerfeld: Midnighters: Book One: The Secret Hour
- 2004 Garth Nix: Abhorsen (Book 3 of The Old Kingdom Trilogy) / Carole Wilkinson: Dragonkeeper
- 2003 Sophie Masson: The Hand of Glory
- 2002 Louise Katz: The Other Face of Janus
- 2001 Sonya Hartnett: Thursday's Child
- 2000 Dave Luckett: A Dark Victory
- 1999 Alison Goodman: Singing the Dogstar Blues
- 1998 Catherine Jinks: Eye to Eye / Isobelle Carmody: Greylands
- 1997 Kerry Greenwood: The Broken Wheel / Hillary Bell: Mirror, Mirror
- 1996 Garth Nix: Sabriel / Brian Caswell: Deucalion

Kurzgeschichte
- 2019 Shauna O’Meara: The Sea-Maker of Darmid Bay
- 2018 Tansy Rayner Roberts: Girl Reporter
- 2017 Leife Shallcross: Pretty Jennie Greenteeth
- 2016 Deborah Kalin: The Miseducation of Mara Lys
- 2015 Dirk Flinthart: Vanilla
- 2014 Juliet Marillier: By Bone-Light
- 2013 Thoraiya Dyer: The Wisdom of the Ants
- 2012 Sue Isle: Nation of the Night
- 2011 Margo Lanagan: A Thousand Flowers
- 2010 Cat Sparks: Seventeen
- 2009 Trent Jamieson: Cracks
- 2008 Deborah Biancotti: A Scar for Leida
- 2007 Shaun Tan: The Arrival
- 2006 Garth Nix: Nicholas Sayre and the Creature in the Case
- 2005 Margo Lanagan: Singing My Sister Down
- 2004 [nicht vergeben]
- 2003 [nicht vergeben]
- 2002 Isobelle Carmody & Steven Wollman: Dreamwalker
- 2001 Margo Lanagan: The Queen's Notice
- 2000 [nicht vergeben]
- 1999 [nicht vergeben]
- 1998 Ruth Starke: The Twist in the Tale
- 1997 Isobelle Carmody: Green Monkey Dreams
- 1996 [nicht vergeben]

### Kinderbuch
Erzählung (Langform)
- 2019 Penni Russon: The Endsister
- 2018 Jessica Townsend: Nevermoor
- 2017 Kim Kane: When the Lyrebird Calls
- 2016 Meg McKinlay: A Single Stone
- 2015 Carole Wilkinson: Shadow Sister: Dragon Keeper #5
- 2014 Kirsty Murray: The Four Seasons of Lucy McKenzie
- 2013 John Flanagan: Brotherband: The Hunters
- 2012 Lian Tanner: City of Lies
- 2011 Lian Tanner: The Keepers
- 2010 Gabrielle Wang: A Ghost in My Suitcase
- 2009 Emily Rodda: The Wizard of Rondo
- 2008 Kate Forsyth: The Chain of Charms Bde. 2–6
- 2007 Mardi McConnochie: Melissa Queen of Evil
- 2006 Garth Nix: The Keys to the Kingdom: Book 3: Drowned Wednesday
- 2005 Colin Thompson: How To Live Forever
- 2004 Garth Nix: The Keys to the Kingdom: Book 1: Mister Monday
- 2003 Gabrielle Wang: In the Garden of Empress Cassia
- 2002 Sally Odgers: Candle Iron

Erzählung (Kurzform)
- 2008 Briony Stewart: Kumiko and the Dragon / Marc McBride: World of Monsters
- 2007 Margaret Wild & Anne Spudvilas: Woolvs in the Sitee / Jane Godwin: The True Story of Mary Who Wanted to Stand on Her Head
- 2006 Stephen Axelsen: Piccolo & Annabel 2: The Disastrous Party
- 2005 Gary Crew & Steven Woolman: Beneath the Surface
- 2004 Natalie Jane Prior: Lily Quench and the Lighthouse of Skellig Mor
- 2003 Anna Fienberg & Kim Gamble: Tashi and the Haunted House
- 2002 Jackie French: Café on Callisto

Bilderbuch (Illustrated Work / Picture Book)
- 2013 Graeme Base: Little Elephants
- 2012 Christopher Cheng & Sarah Davis: Sounds Spooky
- 2011 Sonya Hartnett & Lucia Masciullo: The Boy and the Toy
- 2010 Pamela Freeman & Kim Gamble: Victor's Challenge
- 2009 Richard Harland & Laura Peterson: The Wolf Kingdom: Escape!: Under Siege, Race to the Ruins, The Heavy Crown

### Golden Aurealis
Roman
- 2008 David Kowalski: The Company of the Dead
- 2007 Will Elliott: The Pilo Family Circus
- 2006 Isobelle Carmody: Alyzon Whitestarr
- 2005 Richard Harland: The Black Crusade

Kurzgeschichte
- 2008 Cat Sparks: Hollywood Roadkill
- 2007 Shaun Tan: The Arrival
- 2006 Garth Nix: Nicholas Sayre and the Creature in the Case
- 2005 Margo Lanagan: Singing My Sister Down

### Convenors’ Award
- 2019 Cat Sparks: The 21st Century Catastrophe / Kim Wilkins, Lisa Fletcher & Beth Driscoll: Genre Worlds: Australian Popular Fiction in the 21st Century
- 2018 Tansy Rayner Roberts: The Fictional Mother
- 2017 Kate Forsyth: The Rebirth of Rapunzel: A Mythic Biography of the Maiden in the Tower
- 2015 Night Terrace
- 2013 Kate Eltham
- 2012 Alisa Krasnostein & Alex Pierce & Tansy Rayner Roberts & Andrew Finch: Galactic Suburbia-Podcast
- 2011 Helen Merrick
- 2009 Jack Dann
- 2008 Terry Dowling: Rynemonn
- 2006 Grant Stone
- 2005 Cat Sparks
- 2003 Robbie Matthews
- 2002 Peter McNamara / Emily Rodda & Marc McBride: The Deltora Quest & The Deltora Book of Monsters
- 2001 Shaun Tan: The Lost Thing / Paul Collins & Meredith Costain (Hrsg.): Spinouts Bronze
- 2000 Terry Dowling: Antique Futures: The Best of Terry Dowling
- 1999 Shaun Tan: The Rabbits

### Kris Hembury Encouragement Award
- 2013 Laura E. Goodin